# 岩倉市立岩倉南小学校
岩倉市立岩倉南小学校（いわくらしりついわくらみなみしょうがっこう）は、愛知県岩倉市にある公立小学校。

## 概要
- 校区は中央町、北島町、野寄町、川井町、大地町、大地新町、昭和町1・2丁目、南新町、下本町西沼、旭町、稲荷町（大摩、細畑、樋先、高畑（一部））であり、岩倉市立岩倉中学校に進学する[1]。

## 沿革
- 1873年（明治6年） -
  - 丹羽郡大地村に憲道学校が開校。正起寺[注釈 1]を仮校舎とする。大地村、曽野村、岩倉羽根村、大山寺村、川井村、野寄村の児童が通学する。
  - 北島村の児童は、三ツ井村の博文学校に通学する。
- 1875年（明治8年） -
  - 曽野村、岩倉羽根村が憲道学校から離脱。郡南学校が開校。
  - 北島村の児童は、三ツ井村の博文学校から伝法寺村の幼州学校に移る。
- 1876年（明治9年） - 大山寺村、川井村、野寄村が憲道学校から離脱。大野川学校が開校。
- 1877年（明治10年）7月 - 憲道学校が校舎を新築し、移転。同時に大地学校に改称する。
- 1878年（明治11年） - 北島村が市場学校から離脱。北島学校が開校。
- 1884年（明治17年） - 野寄村の児童が大地学校から北島学校に移る。
- 1886年（明治19年） -
  - 大地学校、郡南学校、大野川学校が統合され、尋常小学岩倉羽根学校となる。
  - 北島学校は尋常小学伝法寺学校に統合される。
- 1889年（明治22年）10月1日 -
  - 大地村、曽野村、岩倉羽根村、大山寺村、川井村が合併し、豊秋村が発足。
  - 北島村と野寄村が合併し、島野村が発足。
- 1892年（明治25年） -
  - 尋常小学岩倉羽根学校が豊秋尋常小学校に改称する。
  - 島野村に島野尋常小学校が開校。
- 1906年（明治39年）5月1日 - 岩倉町、豊秋村、島野村、幼村（一部）が合併し、岩倉町が発足。
- 1907年（明治40年）1月 - 豊秋尋常小学校と島野尋常小学校を統合し、岩倉第三尋常小学校となる。統合校舎は無く、旧・豊秋尋常小学校と旧・島野尋常小学校の校舎を使用する。
- 1908年（明治42年）4月 - 岩倉第二尋常小学校に改称する。
- 1913年（大正2年） - 統合校舎の建設地が現在地に決まる。
- 1914年（大正3年） - 統合校舎が完成する。
- 1915年（大正4年） - 校舎を増築する。旧・島野尋常小学校校舎を移築する。
- 1919年（大正8年）6月10日 - 南部男子実業補習学校を併設する。
- 1941年（昭和16年）4月1日 - 岩倉南国民学校に改称する。
- 1947年（昭和22年）4月1日 - 岩倉町立岩倉南小学校に改称する。
- 1953年（昭和28年）1月9日 - 本館（木造2階建）が完成する。
- 1959年（昭和34年）
  - 8月19日 - 火災により東南校舎を焼失する。
  - 9月26日 - 伊勢湾台風により東北校舎が倒壊する。
- 1960年（昭和35年）11月9日 - 新校舎（鉄筋コンクリート造2階建）が完成する。
- 1966年（昭和41年）
  - 3月24日 - 校舎（鉄筋コンクリート造3階建）を増築する。
  - 4月1日 - 岩倉町立岩倉東小学校を分離する。
- 1967年（昭和42年）2月28日 - 校舎（鉄筋コンクリート造3階建）を増築する。
- 1969年（昭和44年）4月1日 - 体育館が完成する。
- 1970年（昭和45年）2月20日 - 校舎（鉄筋コンクリート造3階建）を増築する。
- 1971年（昭和46年）12月1日 - 市制施行し岩倉市が発足。同時に岩倉市立岩倉南小学校に改称する。
- 1981年（昭和56年）4月1日 - 岩倉市立曽野小学校を分離する。

## 交通アクセス
- 名鉄犬山線岩倉駅下車、徒歩約20分。